# 100 Hekate
100 Hekate este un asteroid din centura principală, descoperit pe 11 iunie 1868, de James Watson.